# Quarta Colônia de Imigração Italiana
Quarta Colônia de Imigração Italiana é uma região localizada no Rio Grande do Sul, na Mesorregião do Centro Oriental Rio-grandense, que foi o quarto centro de colonização italiana e o primeiro fora da Serra Gaúcha na então Província do Rio Grande do Sul.
Próxima ao município de Santa Maria, engloba os atuais municípios de Silveira Martins, Ivorá, Faxinal do Soturno, Dona Francisca, Nova Palma, Pinhal Grande e São João do Polêsine, além de partes dos municípios de Agudo, Itaara, Restinga Seca.
O principal centro turístico dessa região é o distrito polesinense de Vale Vêneto.
Também abriga um geoparque de nível mundial, reconhecido pela Unesco.

## História
O nome da região foi definido por ser a quarta área de assentamento para os imigrantes italianos que vieram para o Rio Grande do Sul no século XIX, apenas depois de Caxias do Sul, (com a denominação antiga de Campo dos Bugres), Dona Isabel (hoje Bento Gonçalves) e Conde d'Eu (hoje Garibaldi), e a primeira fora da Serra Gaúcha.
O local escolhido ficava distante dos demais núcleos de imigração italiana, mas favorecido pelas boas condições da região, que permitia o uso nos cultivos de uva e fumo. Foi criada em 1877 e recebeu o nome de Colônia Silveira Martins, homenagem ao senador do Império do Brasil e Presidente da Província do Rio Grande do Sul, Gaspar da Silveira Martins, que defendia o processo de imigração italiana para a Província. Foi composto inicialmente por 70 famílias que subiram o Rio Jacuí até Rio Pardo, percorrendo o restante do caminho em carros de boi até a localidade de Val de Buia. 